# Martirio di san Cristoforo e evangelisti
Il martirio di san Cristoforo e gli Evangelisti sono affreschi  realizzati da Antonio Marinoni e dalla sua bottega nel locale di servizio della sagrestia della chiesa di San Giuliano di Albino.

## Storia
La chiesa di San Giuliano, edificata nel XII secolo, subì nel secolo XV un primo rifacimento e uno maggiore dopo il 1807, anno di avvio del progetto di edificazione di una nuova parrocchia. 

La nuova costruzione non richiese la distruzione della precedente, ma una sostanziale trasformazione. Gli affreschi dei Marinoni si trovavano sulla volta e sulle pareti della cappella laterale sinistra diventando, con il prolungamento del presbiterio, locale di servizio della sagrestia. Dagli atti delle visite pastorali è possibile ricostruirne la storia. Nella visita del vescovo Pietro Lippomano vi sono le descrizione delle cappelle, quella identificabile degli affreschi era intitolata a san Sebastiano e san Rocco.

La cappella viene indicata come la penultima sul lato destro, prima del presbiterio, ed è la sola non distrutta nel XIX secolo durante i lavori di riedificazione. Gli atti di san Carlo Borromeo, indicano la cappella di pertinenza della scuola di san Sebastiano e della Comunità' e chiedono alla fabbriceria di tinteggiare le pareti della cappella. Nella chiesa e nella comunità albinese erano inoltre presenti la confraternita detta della Scola Sanctorum Sebastiani et Cristofori e quella di san Rocco. Da questo si desume che nella cappella fosse presente il Polittico di San Cristoforo realizzato da Bartolomeo Vivarini nel 1486 e conservato presso la Pinacoteca Ambrosiana di Milano facendo considerare che fosse la cappella una delle più antiche della chiesa.
La visita pastorale del vescovo Daniele Giustiniani lascia un documento molto specifico: Altare di S.Sebastiano, in questo altare vi sono molte reliquie donate dalla quodam signora Margherita Signori del anno 1580 e furono riconosciute da monsignor Illustrissimo Vesvovo Girolamo Regazzoni come per instrumento; ma per esserzi rotti li sigilli fu prohibito l'espoositione d'esse. Sopra l'altare poi in un deposito vi sono li Corpi Santi di S.Giuliano e di S.Albino riposti nelle casette ben sigillate. Le chiavi le tiene il Curato, questo esplicherebbe perché il medesimo altare fu identificato con il titolo dei Corpi Santi, confermando che i soggetti dei santi dipinti sulla volta corrispondano all'intitolazione della cappella.

## Descrizione
Il locale posto a destra del presbiterio, anticamente detto cappella di san Rocco e san Sebastiano, presenta diversi affreschi, alcuni ben conservati altri invece di difficile identificazione.

### Il martirio di san Cristoforo
Il breve ciclo di affreschi raffiguranti il martirio di San Cristoforo ha ripreso la luce solo con i restauri del XXI secolo e solo di studio, ma sembrano indubitamente riconducibili alla bottega marinoniana di Desenzano al Serio.

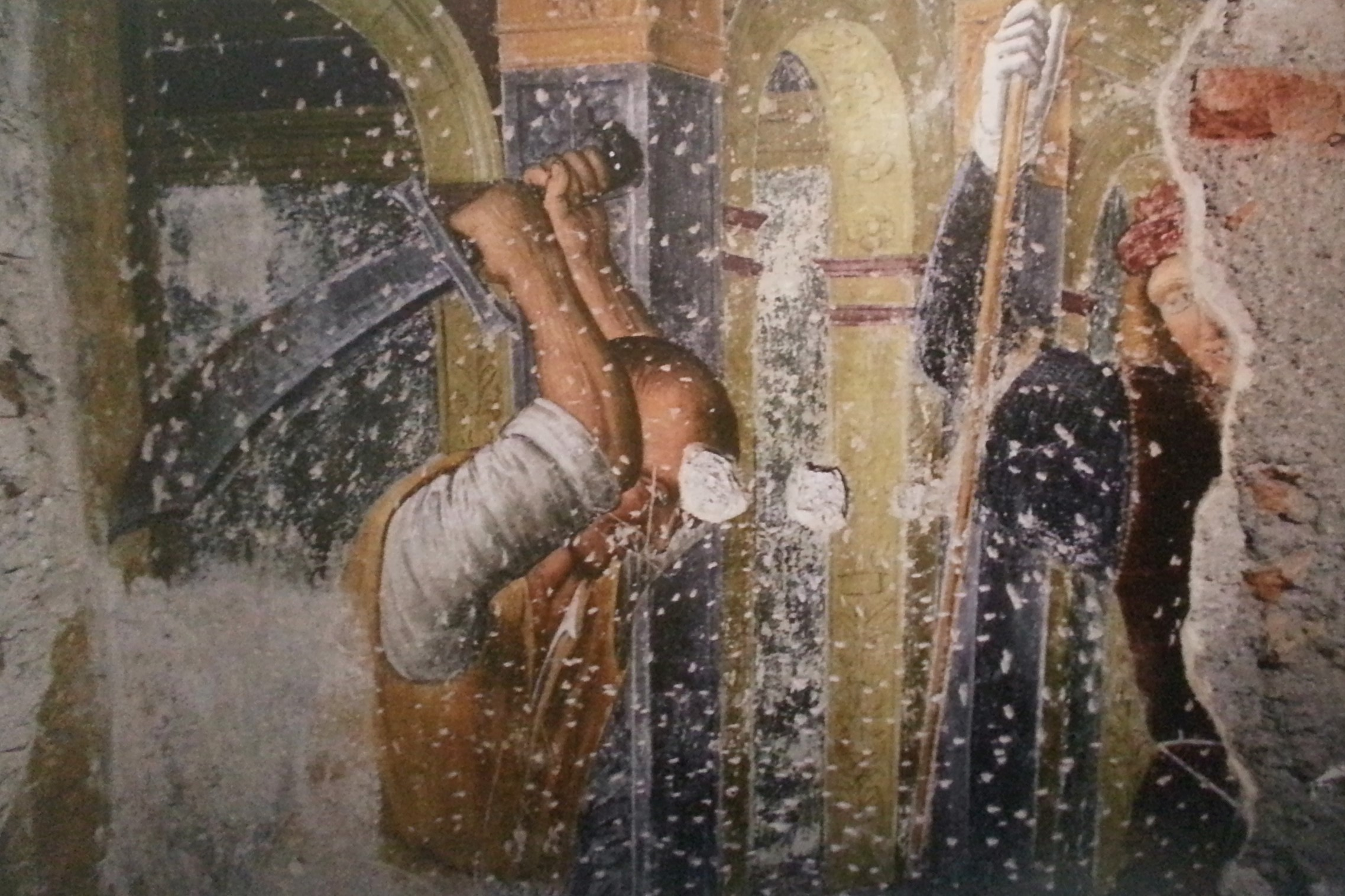
Particolare del Martirio di san Cristoforo

San Cristoforo venne sempre raffigurato nel XVI secolo in grandi dimensioni sulle facciate delle chiese e sulle porte della città, si riteneva che essendo protettore della morte sùbita, potesse proteggere dalla morte improvvisa anche essendo visto da lontano. La leggenda narra che il santo fosse stato salvato dal lancio di frecce che anziché colpirlo, miracolosamente invertirono la traiettoria colpendo il re Dagno di Licia e i suoi persecutori. Il santo storicamente sembra che poi subì il martirio della decapitazione. I due affreschi raccontano questi due momenti identificandoli sulla parte inferiore con l'iscrizione della narrazione degli eventi.
L'affresco avrebbe assonanze con altri lavori della bottega di Desenzano al Serio. La raffigurazione del re di Licia è accostabile a sant'Onofrio del Polittico degli Eremiti della chiesa di Santa Maria di Nembro; l'armigero presente nella scena della Decapitazione ha assonanze con il ciclo di Storie di san Bartolomeo della vicina omonima. 
Difficile identificare l'autore dell'opera che, se è riconducibile alla bottega marinoniniana, aveva più di un soggetto attivo. L'architettura porticata presente nella sezione del martirio, ha forti assonanze con il ciclo presente nel presbiterio di Nembro che dalla certificazione risulta realizzato nel biennio 1537-38 da Antonio, questo confermerebbe l'esecuzione nel terzo decennio del XVI secolo, così come nelle raffigurazioni presenti nell'Abbazia di Pontida negli affreschi della sala capitolare.
La scena della Decapitazione ha parallelismi con il ciclo presente nella chiesa di san Bartolomeo, eseguita però da Giovanni Marinoni coadiuvato dai figli Antonio e Bernardino. Ma in questo più antico il santo risulta già decapitato in una scenografia più arcaica, mentre in questa raffigurazione il santo è dipinto genuflesso, con le mani legati dietro la chiesa, e con il capo chino, mentre l'aguzzino è colto nell'atto di compiere il gesto. Il capo del martire leggermente inclinato in avanti propone la medesima composizione di san Giacomo del Mantegna presente nella Cappella degli Ovetari a Padova. Questo a conferma che le opere venivano viste, studiate e cartonate, e che passavano da bottega in bottega, probabilmente in questo modo è giunta la rappresentazione a questa albinese.

La bottega marinoniana ha realizzato molti lavori nella bergamasca, ma il rinnovamento dell'architettura del XVII e XVIII secolo degli edifici religiosi che seguirono le nuove mode architettoniche con l'avvento del barocco, hanno reso erratiche e nascoste molte della loro opere a volte ritenute troppo secche e statiche, ma che hanno dato colore e dottrina per molti anni ai fedeli.

### Gli evangelisti
La volta della piccola aula, presenta la raffigurazione dei quattro Evangelisti racchiusi da stucchi settecenteschi che ne hanno limitato lo spazio, ma che sono attribuibili ad Antonio Marinoni e alla sua bottega, tante sono infatti le assonanze con gli evangelisti rappresentanti nella sala capitolare presenti nella Abbazia di Pontida. 
La raffigurazione dei soggetti su sfondo blu scuro e la loro mancanza di elementi quali tavoli o banchi sui quali i soggetti si potessero poggiare, rendono i dipinti avvicinabili a medesimi soggetti eseguiti dal Vincenzo Foppa nella Cappella Averoldi, questi furono sicuramente ripresi da altri artisti in particolare da Giovanni Pietro da Cemmo che li dipinse nella chiesa di Sant'Antonio a Breno e molte assonanza sono riscontrabili con gli affreschi presenti a Cerete eseguiti dal Maestro di Cerete che ha molte corrispondenze con i lavori del Foppa. Sicuramente alla bottega di Marinoni non arrivarono direttamente i lavori del Foppa furono però sicuramente poté avvicinare quelli di Breno e di Cerete, in particolare la raffigurazione di san Luca è comparabile con il medesimo santo di Breno, san Matte con san Marco e san Marco con san Matteo sempre presente sulla volta della chiesa di sant'Antonio. Questo a conferma che la bottega ebbe sempre a voler raffigurare nel costante dialogo con le nuove idee artistiche presentate dal Foppa e dai suoi discepoli.